# Sant Josep de Girona
Sant Josep de Girona és una església de Girona inclosa a l'Inventari del Patrimoni Arquitectònic de Catalunya.

## Descripció
És un edifici de planta rectangular caracteritzat per la seva puresa de línies i volums, amb un interessant tractament de la llum que s'emfasitza a l'altar, on hi penetra des del campanar. La nau es divideix en tres trams i a la part de l'altar s'alça el campanar adossat de planta quadrada. El parament combina el maó vist amb l'arrebossat.

## Història
És un dels primers edificis de postguerra que utilitza el rajol vist com a acabat constructiu, tot recuperant la tradició iniciada durant el període modernista.